# 최현태
최현태(崔玹態, 1987년 9월 15일 ~)는 대한민국의 축구 선수로서 포지션은 수비형 미드필더다.

## 클럽 경력
2009년 12월 FC 서울에 입단하였으며, 2010 시즌에 리그컵 포함 22경기에 출장하여 2010 시즌에 입단한 신인 선수들 가운데 가장 많은 출장을 하며 FC 서울의 우승에 기여하였다. 이듬해에도 김한윤의 이적과 한태유의 부상으로 인한 서울의 수비형 미드필더 자리 공백을 메우며 리그 27경기에 나섰고, 2011 AFC 챔피언스리그 나고야 그램퍼스전에서는 멋진 무회전 중거리슛으로 프로 입단 후 첫 데뷔골을 기록하였다. 이 골은 AFC가 선정한 AFC 챔피언스리그 이 달의 골에 선정되었다. 2013년 4월 3일 베갈타 센다이와의 챔피언스리그 조별 예선 경기에서는 후반 막판 교체 카드를 다 쓴 상황에서 골키퍼 유상훈이 퇴장당하자 약 10분 간 골키퍼를 보기도 하였다.
2015 시즌을 앞두고 병역 의무 이행을 위해 상주 상무에 입단하였다.
2016 시즌에는 군 복무를 마치고 서울에 복귀하였다가 시즌이 끝난 후, 제주 유나이티드로 이적하였다.

## 수상 내역

### 클럽

#### FC 서울
- K리그 클래식 우승 3회 (2010년, 2012년, 2016년)
- 리그컵 우승 1회 (2010년)

#### 상주 상무 축구단
- K리그 챌린지 우승 1회 (2015년)